# Dicranomyia (Dicranomyia) sibyllina
Dicranomyia (Dicranomyia) sibyllina is een tweevleugelige uit de familie steltmuggen (Limoniidae). De soort komt voor in het Neotropisch gebied.